# 课船
课船，主要是指应用于明代在长江和汉水上运送税银的内河船只。

## 命名由来
明朝的盐税，在淮阴、扬州地区征收数额很大，需要大规模调运，就设定此船型制进行运送。此船不光可以运送货品，也可以载客。

## 形制
船身狭长，前后共分十多个小隔舱，每个舱大概有一个辅位大小。船上共设六只桨、一座小型的桅帆。以六桨和风力推动行驶。

- 明宋应星《天工开物·舟车》（1637年）：“江汉课船，身甚狭小而长，上列十余仓，每仑容止一人卧息，首尾共桨六把，小桅篷一座。”

课船船头小，船腹膨大，船体长直，成流线形，船只线型比较好，速度与当时使用的沙船相当。而在内河使用也有容易操作且具有快速航行的特点。

## 速度
在无逆风的气象条件下，一天一夜可以行驶二百公里以上。在逆流而上的情况下，一昼夜也可以行驶五十公里以上。

## 行驶区域
南到江西省的章水、贡水；西到湖北省的荆州、襄阳，主要的结散地是江苏省的仪征、瓜州。